# Белый пепел
Белый пепел е петият студиен албум на Александър Маршал. Издаден е от лейбъла NOX Music и включва 10 песни и две видеоклипове. Композитор на албума са певецът, Игор Слуцкий, Н.Девлет-Кильдеев, А. Верещагин и Елена Хрулева по-късно той става известен като Ваенга.

## Песни от албума
1. Белый пепел
2. Наши души
3. Вот и я
4. Начинаю сначала
5. Кто мы?
6. Обещай мне
7. Невеста
8. Мне скажет ветер
9. Кому ты нужен
10. Дай мне руку
11. Белый пепел (видеоклип)
12. Кто мы? (видеоклип)

## Гост музиканти
- Александър Яненков – китара
- Влад Сенчилло – синтезатор
- Юрий Антонов – китара